# Цейлонская агама
Цейлонская агама (лат. Lyriocephalus scutatus) — вид ящериц семейства агамовые. Единственный представитель рода цейлонские, или шишконосые агамы (Lyriocephalus). 

## Описание
Общая длина достигает 35 см. Окраска спины изменчива — от коричневого до зелёного, по бокам беловатая. Горло жёлтого цвета. Брюхо синевато-чёрное, лапы и хвост коричневые с различными оттенками. Пасть ярко-красная. Молодые агамы коричневого цвета. Туловище сильно сжатое. Задние конечности значительно длиннее передних. Хвост довольно короткий, сильно сжат с тупым кончиком. Горловая сумка хорошо развита у обоих полов, но больше у самцов. На конце морды имеется вырост, которой напоминает шишку или шарик. Она состоит из плотной губчатой ткани внутри и покрыта кожей.

## Образ жизни
Любит влажные низины, холмы на высоте до 1650 метров над уровнем моря. Это очень медленная агама. Встречается как на земле, так и на деревьях. Питается дождевыми червями, насекомыми, побегами, почками, плодами растений.

## Размножение
Яйцекладущая ящерица. Самка откладывает в землю 1—11 яиц размером 20,5—24 х 12—14 мм. Через 35—36 дней появляются молодые агамы.

## Распространение
Эндемик острова Шри-Ланка.